# Zonder titel (Jos Kokke)
In een groenstrook ten westen van de Dolingadreef ter hoogte van de Drostenburgbrug in Amsterdam-Zuidoost staat een titelloos artistiek kunstwerk.
Het werk van Jos Kokke dat uit 1990 dateert, kreeg in verband met de vorm in de volksmond de titel Baken. De betekenis van het beeld wordt tweeledig omschreven.
Het beeld zou een moderne visie van Kokke zijn op obelisken langs brede wegen in Parijs. Het wijst naar de hemel. Het brede stratenplan in de nabijgelegen wijk Venserpolder inspireerde de kunstenaar. Minder poëtisch is de volksinterpretatie. Zij zien er een scheepsmast in met kraaiennest en een gestreken stormbal. Dit zou dan kunnen verwijzen naar de Bijlmermeer als meer voordat het drooggelegd werd. 
Het beeld staat op de plaats waar tot circa 1980 de Daalwijkdreef liep; dit deel werd opgeruimd om de wijk Venserpolder te kunnen volbouwen.
Ook een titelloos beeld van Kokke in Nieuwegein kreeg de bijnaam Baken; het steekt ook boven alles in de omgeving uit.